# Костянка (приток Попихи)
Костянка — небольшая река в России. Протекает по Верхнеландеховскому району Ивановской области, левый приток Попихи (бассейн Ландеха).

## Течение
Берёт начало в заболоченном берёзовом лесу северо-восточнее села Вислецы. При выходе из леса имеет высоту 123 м нум.
Течёт преимущественно на юго-запад мимо селений Вислецы, Люханово (нежилой), Солодихино, Крутовская, Путрята (нежилой).
Впадает в Попиху слева, на высоте 106,3 м нум.

## Окрестности
Бассейн Костянки на севере граничит бассейном реки Годовицы, а на юге с бассейном Чёрной.
На всём протяжении через Костянку переброшено два автомобильных моста: в селе Вислецы и у поселения Крутовская.

## Исторические сведения
В 1860 году нынешняя река Попиха считалась участком Ландеха, поэтому Годовица впадала непосредственно в Ландех. В том же году в бассейне Костянки располагались ныне исчезнувшие поселения Погоріѣлка, Хлыстова, Крячкова, Степунина, Солодиха, Зыбкина, Лавакина, Добрыниха, Потаповская да Терехинская. Располагалась долина реки в Гороховецком уезде Владимирской губернии.